# Karl Fredrik Andersson
Karl Fredrik Andersson, "Sven Vandring", född 14 november 1874 i Karlskrona stadsförsamling, Karlskrona, död  7 november 1940 i Sillhövda församling, Blekinge län, var en svensk sångförfattare.
Andersson var frälsningsofficer 1894-1903. Han var senare metodistpastor 1905-11 och prästvigdes 1913 i Svenska kyrkan. Han var vice pastor 1913 på Gotland, komminister 1919 i Sillhövda församling, Karlskrona-Ronneby kontrakt, Blekinge i Lunds stift.

## Psalmer
- Det är för oss detta liv underbara
- Låt min ande spegla klar din bild som korset bar
- En natt ett budskap ljöd så klart
- Halleluja, det håller än

1. ↑  Se Karl Fredrik Andersson i O Lövgren, 1964: Psalm- o Sånglexikon